# Турчанинов, Алексей Александрович (предводитель дворянства)
Алексей Александрович Турчанинов (1821/1822—1874) — уездный и губернский предводитель дворянства Нижегородской губернии; действительный статский советник.

## Биография
Родился 25 декабря 1821 (6 января 1822) года в семье дворян Турчаниновых Нижегородской губернии. Получил домашнее воспитание и образование.
В службу вступил в 1840 году унтер-офицером в Тульский Егерский полк; в 1841 году был переведён юнкером в Гусарский наследного гросс-герцога Саксен Веймарского полк и в том же году назначен эстандарт-юнкером. За отличия произведён в корнеты в 1842 году, а в декабре 1844 года уволен по болезни от военной службы в отставку с чином подпоручика.
С 23 августа 1846 года был определён почётным смотрителем 1-го московского уездного училища, с обязательством жертвовать в пользу училища 300 рублей ежегодно; в 1847 году произведён в коллежские регистраторы и вскоре вернулся на военную службу — в Ингерманландский гусарский полк, с назначением адъютантом к командиру 6-го армейского корпуса; в 1854 году произведён в поручики с утверждением в должности адъютанта к начальнику всех пехотных и резервных полков. В 1857 году был переведён в Лейб-Кирасирный Псковский Её Величества кадровый полк.
По прошению уволен от военной службы в чине штабс-ротмистра 26 мая 1860 года и в том же году был избран уездным предводителем дворянства Горбатовского уезда Нижегородской губернии; 2 марта 1861 года утверждён в должности почётного попечителя губернской гимназии и Александровского дворянского института.
Избран и Высочайше утверждён в должности губернского предводителя дворянства (22 января 1864—1969). Был почётным мировым судьёй в Нижегородском, Горбатовском и Балахнинском уездах. В 1865—1866 годах был также председателем Нижегородской губернской земской управы. Определением дворянского депутатского собрания 3 сентября 1865 года был внесён во 2-ю часть дворянской родословной книги Нижегородской губернии. Встречал членов императорской семьи при прибытии их в Нижний Новгород (5 августа 1866 и 13 июля 1869); 20 апреля 1869 года был произведён в действительные статские советники.
Владел родовыми имениями: Нижегородской губернии — 21000 десятин земли и 3700 крестьянами, во Владимирской губернии — 2000 десятин земли с 396 крестьянами, в Пермской губернии владел золотыми приисками; был совладельцем Сысертских горных заводов; имел в Нижнем Новгороде и в Горбатове имел два деревянных дома.
Умер 22 февраля (6 марта) 1874 года. Был похоронен на Казанском кладбище при Нижегородском Крестовоздвиженском монастыре.

## Награды
- Орден Святого Станислава 3-й степени (1857).
- Орден Святой Анны 2-й степени (1862).
- Орден Святого Владимира 4-й степени (1865).
- Бронзовая медаль на Андреевской ленте в память войны 1853—1856 годов.
- Знак отличия в память успешного введения в действие положения о крестьянах.
- Особый знак отличия в воспоминание введения в действие положения о крестьянах.

## Семья
Первый раз женился на Прасковье Ивановне Борисовой (?—1869). Их дети:
- Ольга (05.10.1853—?); её муж: Нил Васильевич Черкасов, капитан 1-го ранга;
- Вера (02.02.1855—?); её муж: А. П. Тыртов, капитан-лейтенант;
- Леон (03.09.1856—?), гласный Балахнинского земства;
- Анна (10.12.1857—?); её муж: Ван Путерен, разведены 24 июля 1887 года;
- Александра (08.04.1860—?); её муж: Янковский;
- Сергей (01.06.1861—?), корнет;
- Алексей (24.12.1868—?), канцелярский служащий в штате Нижегородского губернатора.

 
Вторая жена — Лариса Ивановна, урождённая Лабзина. У них родилась дочь:
- Пелагея (23.06.1873—?),; замужем за Михаилом Антоновичем Боглевским — председатель Балахнинской земской управы и уездного дворянского собрания.